# 전우 (1949년 영화)
"전우"는 한국에서 제작된 홍개명 감독의 1949년 영화이다. 장진 등이 주연으로 출연하였다.

## 출연

### 주연
- 장진
- 전택이
- 양훈
- 황남

## 기타
- 조명: 김성춘
- 녹음: 최칠복